# Главный идеал
Главный идеал — идеал, порождённый одним элементом.
Общепринятых обозначений для главных идеалов нет.
Иногда используют обозначения {\displaystyle \mathrm {lid} _{R}a},
{\displaystyle \mathrm {rid} _{R}a}, {\displaystyle \mathrm {id} _{R}a} для левых, правых
и двусторонних главных идеалов элемента {\displaystyle a} кольца {\displaystyle R} соответственно.

## Определение
Левый идеал кольца {\displaystyle R} называется главным левым идеалом, если он порождён одним элементом {\displaystyle a}.
Аналогично определяются главные правые идеалы и главные двусторонние идеалы.
Если {\displaystyle R} — коммутативное кольцо, то эти три понятия эквивалентны. В этом случае идеал, порождённый {\displaystyle a}, обозначают через {\displaystyle (a)}.
В случае ассоциативного кольца с единицей главные идеалы описываются следующим образом.
- {\displaystyle \mathrm {l\,id} _{R}a=Ra=\{ra:r\in R\}}.
- {\displaystyle \mathrm {r\,id} _{R}a=aR=\{ar:r\in R\}}.
- {\displaystyle \mathrm {id} _{R}a=RaR=\{r_{1}ar'_{1}+r_{2}ar'_{2}+\dots +r_{n}ar'_{n}:r_{1},r'_{1},\dots ,r_{n},r'_{n}\in R\}}.

Если же {\displaystyle R} — ассоциативное кольцо (вообще говоря без единицы), то
- {\displaystyle \mathrm {l\,id} _{R}a=Ra+\mathbb {Z} a=\{ra+ma:r\in R,m\in \mathbb {Z} \}}.
- {\displaystyle \mathrm {r\,id} _{R}a=aR+\mathbb {Z} a=\{ar+ma:r\in R,m\in \mathbb {Z} \}}.
- {\displaystyle \mathrm {id} _{R}a=RaR+aR+Ra+\mathbb {Z} a=\{r_{1}ar'_{1}+r_{2}ar'_{2}+\dots +r_{n}ar'_{n}+ar'+r''a+ma:r',r'',r_{1},r'_{1},\dots ,r_{n},r'_{n}\in R,m\in \mathbb {Z} \}}.

Не все идеалы — главные. Рассмотрим, например, коммутативное кольцо {\displaystyle \mathbb {C} [x,y]} многочленов с комплексными коэффициентами от двух переменных {\displaystyle x} и {\displaystyle y}. Идеал {\displaystyle (x,y)}, порождённый многочленами {\displaystyle x} и {\displaystyle y}, (то есть идеал, состоящий из многочленов, у которых свободный член равен нулю) не будет главным. Чтобы доказать это, допустим, что этот идеал порождается некоторым элементом {\displaystyle a\in \mathbb {C} [x,y]}; тогда на него должны делиться {\displaystyle x} и {\displaystyle y}. Это возможно, только если {\displaystyle a} — ненулевая константа. Но в {\displaystyle (x,y)}только одна константа — нуль. Приходим к противоречию.

## Связанные определения
- Кольцо, все идеалы которого — главные, называется кольцом главных идеалов.
- Целостное кольцо главных идеалов называется также областью главных идеалов. В областях главных идеалов выполняется основная теорема арифметики (любой элемент однозначно разложим на простые множители); доказательство этого факта совпадает с доказательством для случая целых чисел.

## Примеры
Все евклидовы кольца являются областями главных идеалов; в них для поиска порождающего элемента данного идеала можно использовать алгоритм Евклида. Вообще, у любых двух главных идеалов коммутативного кольца есть наибольший общий делитель в смысле умножения идеалов; благодаря этому в областях главных идеалов можно вычислять (с точностью до умножения на обратимый элемент) НОД элементов {\displaystyle a} и {\displaystyle b} как порождающий элемент идеала {\displaystyle (a,b)}.